# Arhidieceza de Gniezno
Arhidieceza de Gniezno (în latină Archidioecesis Gnesnensis) este una din cele paisprezece arhiepiscopii mitropolitane ale Bisericii Romano-Catolice din Polonia, cu sediul în orașul Gniezno. Arhiepiscopul de Gniezno este totodată primat al Poloniei, acest fapt făcând dieceza să fie cea mai importantă din țară. În prezent ea deține două episcopii sufragane: Dieceza de Bydgoszcz și Dieceza de Włocławek.

## Istoric
Episcopia de Gniezno a fost întemeiată în anul 999, cu ocazia canonizării episcopului-misionar Adalbert de Praga, aici fiind locul unde se află moaștele sale. Papa Silvestru al II-lea, la cererea împăratului german Otto al III-lea, a ridicat episcopia în anul 1000 la rangul de arhiepiscopie. Primul arhiepiscop a fost Gaudențiu, fratele vitreg al lui Adalbert. Arhiepiscopia a primit inițial trei sufragane: Dieceza de Cracovia, Dieceza de Wrocław și Dieceza de Kołobrzeg, la care se adaugă în 1075 Dieceza de Poznań.
Arhiepiscopul de Gniezno era cel ce avea privilegiul de a încorona regii Poloniei, iar în anul 1418 a primit titlul de primat al Poloniei și Lituaniei. În anul 1466 Gniezno a mai primit ca sufragană Dieceza de Chełmno. 
În anul 1821 papa Pius al VII-lea a unit Arhiepiscopia de Gniezno cu Episcopia de Poznań. În urma reorganizării diecezelor poloneze în anul 1925, noua arhiepiscopie rezultată a primit ca sufragane Włocławek și Pelplin. În 1948 cele două episcopii s-au separat din nou.
În urma reorganizărilor teritorial-administrative făcute de papa Ioan Paul al II-lea în 1992 și 2004, a rezultat ca Gniezno să aibă două episcopii sufragane: Bydgoszcz și Włocławek. Actualul arhiepiscop de Gniezno este Wojciech Polak, numit în funcție în anul 2014.